# (23533) 1993 PU5
A (23533) 1993 PU5 a Naprendszer kisbolygóövében található aszteroida. Eric Walter Elst fedezte fel 1993. augusztus 15-én.